# Willie Peters
Pas d'image ? Cliquez ici

a Compétitions nationales et continentales officielles uniquement.

Willie Peters, né le 1er mars 1979 à Sydney, est un joueur et entraîneur de rugby à XIII australien évoluant au poste de demi de mêlée dans les années 1990 et 2000.
Natif de Sydney, il se forme au rugby à XIII dans le club des South Sydney Rabbitohs et débute en Australian Rugby League en 1997 et prend part à la National Rugby League où il est à ce poste de demie de mêlée en concurrence avec Darrell Trindal. Il s'exile en Angleterre en 1999 pour Gateshead Thunder mais le club disparaît après une année en Super League mais joue une saison aux Wigan Warriors avec une finale de Super League perdue contre St Helens. Après deux saisons en Angleterre en étant considéré comme l'un des meilleurs demi de mêlée, il retourne en Australie à St. George Illawarra dans une premier temps où durant deux saisons il est titulaire et compose la charnière avec Trent Barrett. Il fait son retour en 2003 aux South Sydney Rabbitohs mais de nouveau il ne peut prétendre au statut de titulaire avec Shane Walker comme alternative préférant tenter une fin de saison 2004 en Super League à Widnes et de mettre un terme à sa carrière à seulement vingt-cinq ans.
Après sa retraite sportive, Willie Peters fait de la formation auprès des jeunes, prenant la tête de l'équipe des moins de vingt ans des Wests Tigers puis intègre l'organigramme et le rôle d'assistant de plusieurs clubs de National Rugby League tels que les Manly-Warringah Sea Eagles, les South Sydney Rabbitohs en 2019 et les Newcastle Knights en 2019. En 2022, il est annoncé entraîneur du club anglais d'Hull KR remplaçant Tony Smith.

## Palmarès

### En tant que joueur
- Collectif :
  - Finaliste de la Super League : 2000 (Wigan).

#### En club
| Saison | Club                 | Compétition             | Matchs | Points | Essais | Buts | Drop |
| ------ | -------------------- | ----------------------- | ------ | ------ | ------ | ---- | ---- |
| 1997   | South Sydney         | Australian Rugby League | 3      | 4      | 1      | -    | -    |
| 1998   | South Sydney         | National Rugby League   | 15     | 4      | 1      | -    | -    |
| 1999   | Gateshead Thunder    | Super League            | 27     | 52     | 11     | 1    | 6    |
| 2000   | Wigan Warriors       | Super League            | 31     | 80     | 16     | 5    | 6    |
| 2001   | St. George Illawarra | National Rugby League   | 19     | 26     | 6      | -    | 2    |
| 2002   | St. George Illawarra | National Rugby League   | 19     | 31     | 7      | -    | 3    |
| 2003   | South Sydney         | National Rugby League   | 11     | 4      | 1      | -    | -    |
| 2004   | South Sydney         | National Rugby League   | 9      | 11     | 1      | 3    | 1    |
| 2004   | Widnes Vikings       | Super League            | 9      | 14     | 3      | -    | 2    |

### En tant qu'entraîneur
- Collectif :
  - Finaliste de la Super League : 2024 (Hull KR).

### Statistiques d'entraîneur
| Championnat       | Équipe  | Phase régulière | Phase finale | Challenge Cup |
| ----------------- | ------- | --------------- | ------------ | ------------- |
| Super League 2023 | Hull KR |                 |              |               |